# Alison Wheeler
Pour les articles homonymes, voir Wheeler.
Pour la chanteuse britannique, voir Alison Wheeler (chanteuse).
Alison Wheeler (prononcé en anglais [ˈælɪsən wiːlə(ɹ)]), née le 22 juillet 1986 à Enghien-les-Bains, est une humoriste et comédienne franco-irlandaise.
Révélée par le collectif Studio Bagel au début des années 2010, elle officie comme humoriste sur Canal+ (2013-2015), France Inter (2016-2018) puis apparaît dans Quotidien sur TMC (2018-2023).
Parallèlement, elle suit une carrière d'actrice au cinéma, notamment dans des comédies comme Going to Brazil (2016), Loue-moi ! (2017), ou encore Gaston Lagaffe (2018) où elle prête ses traits à Mademoiselle Jeanne, ainsi que sur le web.

## Biographie

### Jeunesse et formation
Alison Wheeler naît d'un père français et d'une mère irlandaise le 22 juillet 1986 à Enghien-les-Bains dans le Val-d'Oise.
Après un bac L au lycée Notre-Dame-de-Bury (Margency), elle suit des cours de comédie au cours Florent ainsi qu'au Studio Pygmalion.
Parallèlement à ses cours de comédie, elle poursuit des études de lettres à l'Université Paris IV - Sorbonne et elle est titulaire d'un Master 2 en lettres modernes.

### 2011-2012: débuts d'actrice
Après avoir participé à plusieurs séries télé et coanimé l'émission Kawai sur Filles TV aux côtés de Louise Bourgoin, elle fait sa première apparition à l'écran en tant qu'actrice en 2011.
En 2009, elle décroche en effet un second rôle dans l'adaptation de Saphia Azzeddine de son propre roman Mon père est femme de ménage. Sa performance en grande sœur se rêvant vedette de la chanson lui vaut une présélection des Césars 2012 pour le meilleur espoir féminin.
Elle enchaîne avec un petit rôle dans le biopic Cloclo, de Florent-Emilio Siri, qui sort aussi en 2012.
Mais cette même année, c'est sur Internet qu'elle concrétise : d'abord sur le site MadmoiZelle.com. ; puis à travers le collectif Studio Bagel, qu'elle rejoint à partir de la saison 2. Dès lors, elle commence à se faire connaître d'un large public.
Lorsque le collectif commence à travailler pour la chaîne de télévision Canal+, elle fait partie des visages les plus mis en avant à l'antenne.

### 2013-2015: percée sur Canal +
En 2013, elle participe à l'émission Le Dézapping du Before, diffusée pendant le Before du Grand Journal, à l'émission Carte de Presque et occasionnellement au JT de l'invité du Grand Journal sur Canal+.
Elle parvient parallèlement à décrocher des rôles au cinéma : après des apparitions dans des comédies populaires - Fonzy, de Isabelle Doval et À toute épreuve d'Antoine Blossier -, elle joue dans la comédie dramatique Les Souvenirs, de Jean-Paul Rouve, qui sort en janvier 2015.
Mais c'est à la télévision qu'elle se fait remarquer : à partir du 9 septembre 2014, elle présente la météo dans la onzième saison de l'émission Le Grand Journal sur Canal+, avec Monsieur Poulpe. Le tandem remplace alors au débotté la Miss Météo Raphaëlle Dupire qui a quitté l'émission au bout de quelques semaines.
Cependant, en raison d'audiences toujours en baisse, Le Grand Journal est remanié une nouvelle fois au terme de la saison. C'est Maïtena Biraben qui en prend la tête la rentrée suivante avec une toute nouvelle équipe et une refonte du programme. La séquence Météo est même totalement supprimée.

### 2015-2018: France Inter et le cinéma
La jeune femme ne quitte pas pour autant Canal+ : à partir d'octobre 2015, elle anime sa propre rubrique (Journal intime fictif) dans la nouvelle émission hebdomadaire d'Antoine de Caunes : L'Émission d'Antoine, diffusée en crypté. Monsieur Poulpe fait aussi partie de l'équipe de cette émission à l'audience confidentielle.
Le 23 mai 2016, elle donne un nouvel élan à sa carrière en postant sa première vidéo sur sa chaîne YouTube, « La chanteuse de salle de bain ». La vidéo connait un joli succès. À la rentrée suivante et jusqu'en juin 2018, elle est chroniqueuse humoristique dans l'émission de Nagui La Bande originale sur France Inter. Sa chronique hebdomadaire La Drôle d'humeur d'Alison Wheeler lui permet d'alterner personnages décalés et chansons parodiques.
Cette visibilité radiophonique lui permet de se faire connaître du grand public et de se hisser dans des premiers rôles au cinéma : d'abord pour la comédie Going to Brazil, de Patrick Mille, puis pour accompagner Déborah François dans la comédie romantique Loue-moi !, de Coline Assous et Virginie Schwartz. Les deux films sont cependant des flops majeurs de l'année 2017, malgré une grosse couverture médiatique pour le premier.
La même année, la comédienne parvient à décrocher le rôle Mademoiselle Jeanne dans Gaston Lagaffe, adaptation par Pierre-François Martin-Laval de la bande dessinée Gaston d'André Franquin. Le film est cependant un nouveau flop critique et commercial .
En définitive, elle parvient à se hisser dans des premiers rôles au cinéma mais ces comédies ont peu de succès,.

### 2018-2023: retour à la télévision
En août 2018, son arrivée est officialisée dans l'équipe de Quotidien pour la rentrée 2018, en compagnie de Matthieu Noël, Pablo Mira et Alex Ramires. Elle quitte dès lors Nagui et La Bande originale sur France Inter, où elle est remplacée par Agnès Hurstel.
L’humour noir qu’elle utilise dans la chronique qu'elle tient dans l'émission Quotidien partage les téléspectateurs,. En 2018, le chanteur Rex Orange County annule sa venue dans l’émission en raison d’un de ses sketchs utilisant l’image du Ku Klux Klan, le chanteur n’ayant pas compris l’aspect parodique de celui-ci,.
Elle quitte Quotidien en 2023, à la fin de la saison 7, pour se consacrer à l'âge de 37 ans à sa carrière personnelle en tant qu'humoriste, .

### 2019: début dans la littérature
En 2019, elle sort le livre Ma vie est mieux que la vôtre, parodie des livres de développement personnel. Son livre reçoit un bon accueil critique,,.

### Depuis 2023: spectacle en tournée
Elle lance fin 2023 son « one-woman-show » intitulé la Promesse d'un soir où elle alterne musique et stand up. Elle tourne davantage au cinéma, dont le film Avignon primé lors du Festival international du film de comédie de l'Alpe d'Huez 2025,, une comédie où son interprétation est remarquée,.

## Filmographie

### Cinéma
- 2011 : Mon père est femme de ménage de Saphia Azzeddine : Alexandra
- 2012 : Cloclo de Florent-Emilio Siri : Sylvie Mathurin
- 2012 : La Marque des champions (court métrage) de Stéphane Kazandjian
- 2013 : Fonzy de Isabelle Doval : Alix
- 2014 : Les Trois Frères : Le Retour de Didier Bourdon et Bernard Campan : une invitée
- 2014 : À toute épreuve d'Antoine Blossier : Britney
- 2014 : Les Souvenirs de Jean-Paul Rouve : Stéphanie
- 2015 : Le Talent de mes amis d'Alex Lutz : Jurée Amazing Star
- 2016 : La Cartouche (court-métrage) de Théodore Bonnet : Tiphaine
- 2017 : Going to Brazil de Patrick Mille : Agathe
- 2017 : Loue-moi ! de Coline Assous et Virginie Schwartz : Bertille
- 2018 : Gaston Lagaffe de Pierre-François Martin-Laval : Mademoiselle Jeanne
- 2019 : Anna de Luc Besson : Dorothée
- 2020 : Forte de Katia Lewkowicz : Adèle
- 2020 : Tendre et Saignant de Christopher Thompson : Carole Katayan
- 2021 : 8 Rue de l'Humanité de Dany Boon : Agathe
- 2023 : Flo de Géraldine Danon : Yoyo
- 2024 : La Vie de ma mère de Julien Carpentier : Lisa
- 2025 : Avignon de Johann Dionnet : Coralie

### Sur le web
- 2012 : La Nuit où de MadmoiZelle.com
- 2013 : Batterie faible de Studio Bagel
- 2014 : Les Techniques de drague de Norman
- 2014 : Tutos épilation de Canal+
- 2014 : Le Sexe Fort de Studio Bagel
- 2014 : Le Gang des Clowns de Studio Bagel
- 2014 : Entrée plat dessert de Studio Bagel
- 2014 : Le Dernier Verre de Studio Bagel
- 2014 : Bagel Phone #1 de Studio Bagel
- 2014 : Carte de presque de Studio Bagel
- 2014 : Friend zone de Studio Bagel
- 2014 : Le Bagel à Los Angeles de Studio Bagel
- 2014 : Foutre le camp de Studio Bagel
- 2014 : Déjà vu de Studio Bagel
- 2014 : Les Réunions de Cyprien
- 2014 : Le Premier Rencard de Norman
- 2015 : Cranium de CyprienGaming
- 2016 : La Cartouche, court-métrage crée par Cyprien Iov
- 2016 : Hypersatisfaction de Studio Bagel
- 2016 : Ou alors de Studio Bagel
- 2016 : Rocking chair de Studio Bagel
- 2016 : L'Invention des animaux de Cyprien
- 2016 : La Chanteuse de la salle de bain
- 2016 : Clash d'astéroïde de Théodore Bonnet (Studio Bagel)
- 2017 : Le Meilleur Jeu en voiture 4 de McFly et Carlito
- 2018 : L'Invention du corps humain de Cyprien
- 2019 : Sidney de Studio Bagel

### Télévision
- 2013 : Le Dézapping du Before
- 2013 : Clem (saison 3, épisodes 2 et 3) : Laura
- 2014 : JT de l'invité
- 2014 : La météo du Grand Journal
- 2014 : Carte de Presque
- 2015 : Objectivement (Arte) : la lampe
- 2015 : Mon journal intime dans L'Émission d'Antoine sur Canal+
- 2018 - 2023 : Quotidien
- 2020 :  A Very Chilly Christmas Special (Arte)
- 2024 : LOL : qui rit, sort ! (saison 4) sur Amazon Prime : participation
- 2024 : Je ne me laisserai plus faire de Gustave Kervern : la directrice de l'Ehpad

### Doublage
- 2016 : Kung Fu Panda 3 de Jennifer Yuh Nelson et Alessandro Carloni : Mei Mei
- 2023 : Ninja Turtles: Teenage Years de Jeff Rowe et Kyler Spears : Wingnut, la chauve-souris[27],[28]

## Théâtre
- 2023 : La Promesse d'un soir.

## Radio
- 2016-2018 : chroniqueuse humoristique hebdomadaire dans La Bande originale sur France Inter
- 2017 : L'Épopée temporelle : Aliénor

## Publication
- Ma vie est mieux que la vôtre, Paris, HarperCollins, 2019 (ISBN 979-1033904427)

## Distinctions
| Cérémonie         | Année | Travail nommé                                                | Récompense               | Résultat                    |
| ----------------- | ----- | ------------------------------------------------------------ | ------------------------ | --------------------------- |
| Césars            | 2012  | Alexandra, la sœur de Polo dans Mon père est femme de ménage | Meilleur espoir féminin  | Présélection « Révélation » |
| Web Comedy Awards | 2014  | Alison Wheeler                                               | Meilleur artiste féminin | Lauréat                     |